# Berrwiller
Berrwiller (deutsch Berrweiler) ist eine französische Gemeinde mit 1275 Einwohnern (Stand 1. Januar 2022) im Département Haut-Rhin in der Region Grand Est (bis 2015 Elsass). Sie gehört zum Kanton Wittenheim.

## Geografie
Die Gemeinde liegt am Fuße des Hartmansweiler Kopfes, französisch Vieil-Armand, eines ehemaligen Schlachtfeldes im Ersten Weltkrieg zwischen 1914 und 1918.  Berrwiller besteht aus den Ortsteilen Oberdorf, Unterdorf, Leimgrube, Bertschwiller und Weckenthal.
Im Südosten des Ortes verläuft die Route nationale 83 und im Nordwesten führt die Elsässer Weinstraße an Berrwiller vorbei.

## Geschichte
Die älteste erhaltene Erwähnung des Dorfes stammt von 796. Sie findet sich in einer Urkunde des Klosters Murbach und zwar als Baronewillare. In einem Dokument von 1441 liber marcarum wird berichtet, dass die dort errichtete Kirche der Brigida von Kildare geweiht ist. 1766 wurde die alte Holzkirche durch den jetzt noch bestehenden Neubau ersetzt. Knapp 100 Jahre später, im Jahr 1853, wurde der heutige Friedhof angelegt.
Berrweiler musste  stark unter den Kriegshandlungen des Ersten Weltkriegs zwischen 1914 und 1918 leiden, da die gesamte Bevölkerung des Dorfes evakuiert wurde und 1918 ein zum Teil stark beschädigtes Dorf wieder bezog. Ein Drittel der ursprünglich über 1200 Einwohner kam nicht wieder zurück. Gegen Ende des Zweiten Weltkriegs wurde Berrweiler durch die alliierten Truppen am 4. Februar 1945 befreit.

### Bevölkerungsentwicklung
| Jahr      | 1962 | 1968 | 1975 | 1982 | 1990 | 1999 | 2006 | 2018 |
| Einwohner | 671  | 719  | 797  | 870  | 912  | 1058 | 1113 | 1196 |

## Wirtschaft
Ursprünglich war Berrwiller ein ländliches Dorf, heute gibt es nur noch sieben Landwirte, darunter einen Obst- und Weinbauer und einen Biobauer, der den Weichkäse „Bertschwiller“ produziert.
Die Industrialisierung zog die Bevölkerung zum Arbeiten in die Textil- und Metallindustrie der näheren Kleinstädte oder in die Kalibergwerke. In den 1960er-Jahren wurde der Schacht Berrwiller eröffnet, als Lüftung und Zugang für den Schacht „Marie-Louise“ in Staffelfelden. Seitdem gehört Berrwiller zum Kalibecken-Gebiet. Die Kalibergwerke wurden 1998 infolge des Brandes eines chemischen Endlagers in 1000 Metern Tiefe geschlossen. Die Schachtanlagen „Berrwiller“ sind inzwischen gänzlich abgetragen worden; von „Marie-Louise“ besteht heute nur noch das denkmalgeschützte Eingangsgebäude. Ein Teil der Bevölkerung arbeitet nun in der 50 Kilometer entfernten Schweiz.

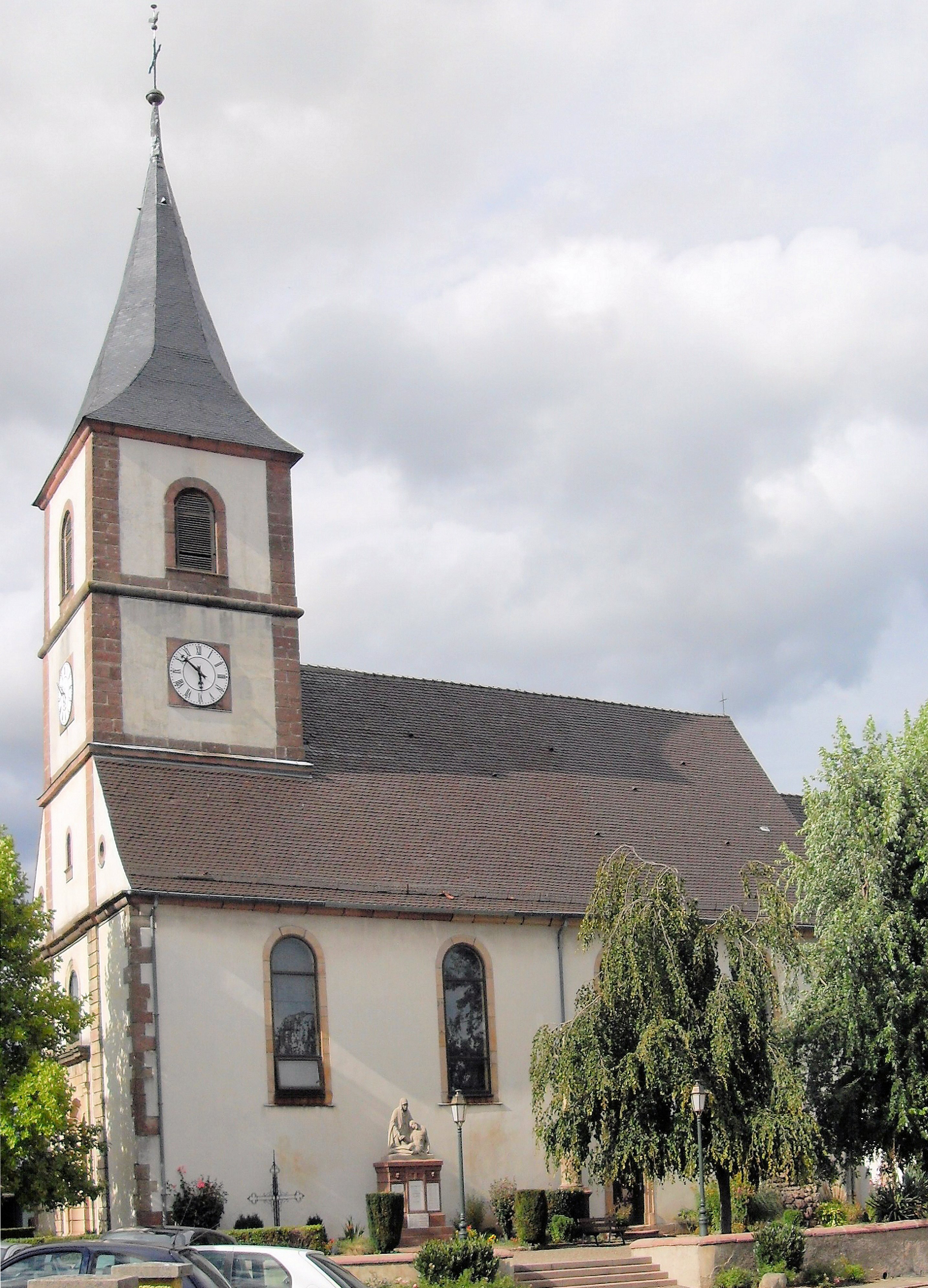
Kirche Sainte-Brigitte d’Irlande

## Vereine und Kultur
- Der Sportverein ASBH betreibt eine Fußball- und eine Basketballabteilung. Im Fußball hat die erste Mannschaft schon in der Verbandsliga gespielt, die A-Jugend war schon elsässischer Meister. In der Basketballabteilung spielen nur Frauen, die auch schon elsässische Meisterinnen waren.
- Zwei Restaurants sind über die nähere Umgebung hinaus bekannt, das Restaurant „À l'Arbre Vert“ (Familie König) und das Restaurant „Au Vieil-Armand“ (Familie Feder).